# Ojo de buey

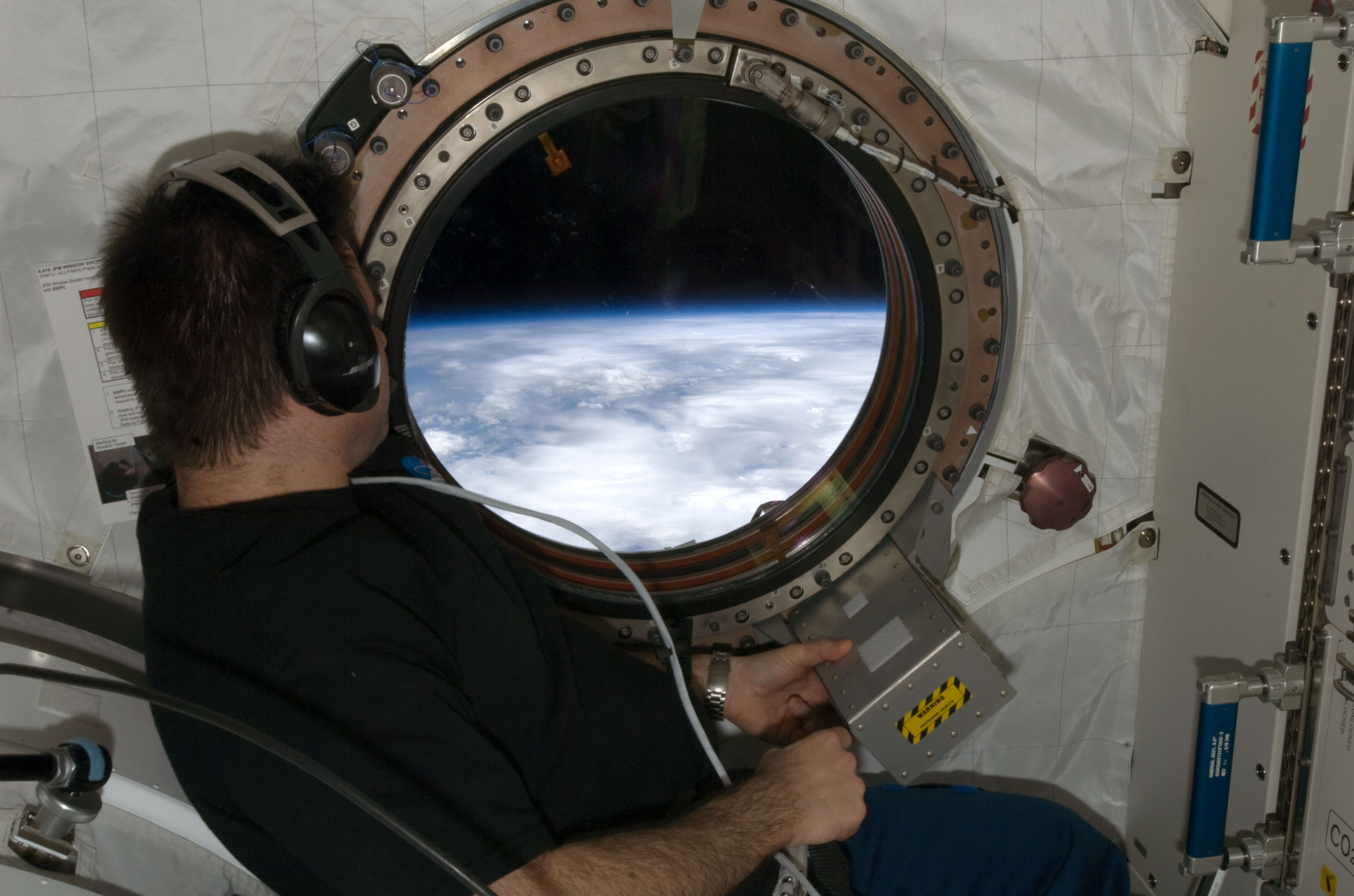
Un ojo de Buey en Estación Espacial Internacional

Los ojos de buey son ventanillas en forma de orificios circulares practicados en las mamparas exteriores de los barcos, cámaras industriales,  aviones,  edificios y también en algunas naves espaciales.  Por lo general se las asocia con la construcción náutica.
En el medio terrestre se los usa para proveer de ventilación e iluminación, y en el espacio como en aeronáutica para proveer un medio de visualizar el entorno exterior. 
Su forma circular no es un mero capricho, ya que sirve para disminuir las tensiones longitudinales y transversales estructurales producto de vibraciones que recorren el casco y contribuir a la resistencia, ya que estando próximos a la cubierta principal son propensos a recibir golpes de mar de mucha violencia o bien por esfuerzos tensionales originados por vibraciones producidas durante la marcha del vehículo.
Las grandes estructuras construidas en metal como puentes, voladizos o refuerzos también presentan orificios circulares con el mismo fin de liberar y distribuir las tensiones de esfuerzo originadas por transmisiones de energía mecánica a cinética.
Los ojos de buey pueden ser fijos, es decir, sin posibilidades de abrirse;  o bien con portillos accionados con dos cierres, uno de vidrio reforzado y otro mediante una tapa metálica que provee estanqueidad en caso de rotura del cristal.
Realmente la denominación "ojo de buey" se refiere, en arquitectura, a ventanas circulares; en los barcos se denominan "portillos", aunque el uso popular haya sido de "ojo de buey" la denominación marinera es "portillo". Los aviones los usan en forma ovalada.

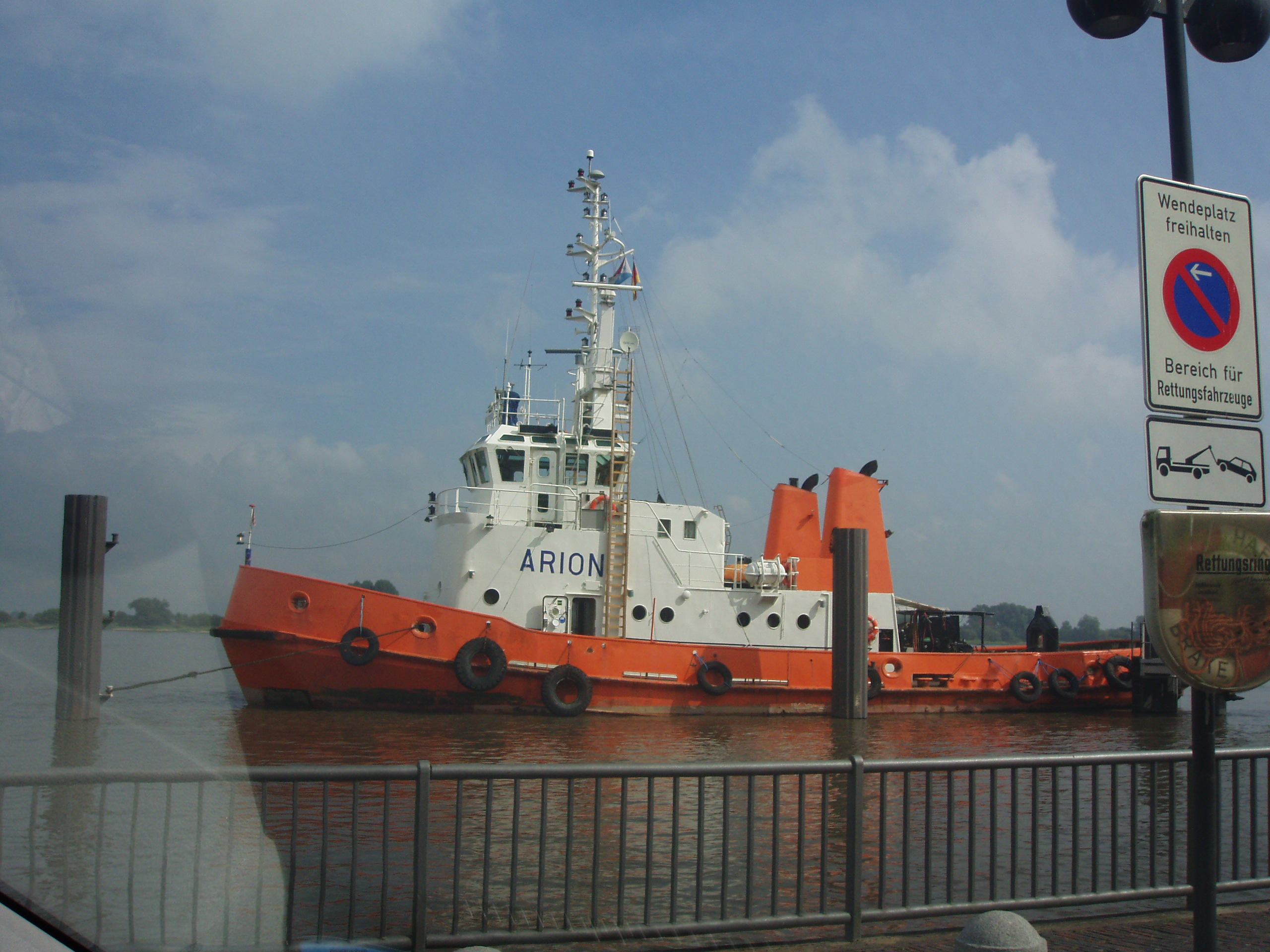
Vista desde el exterior
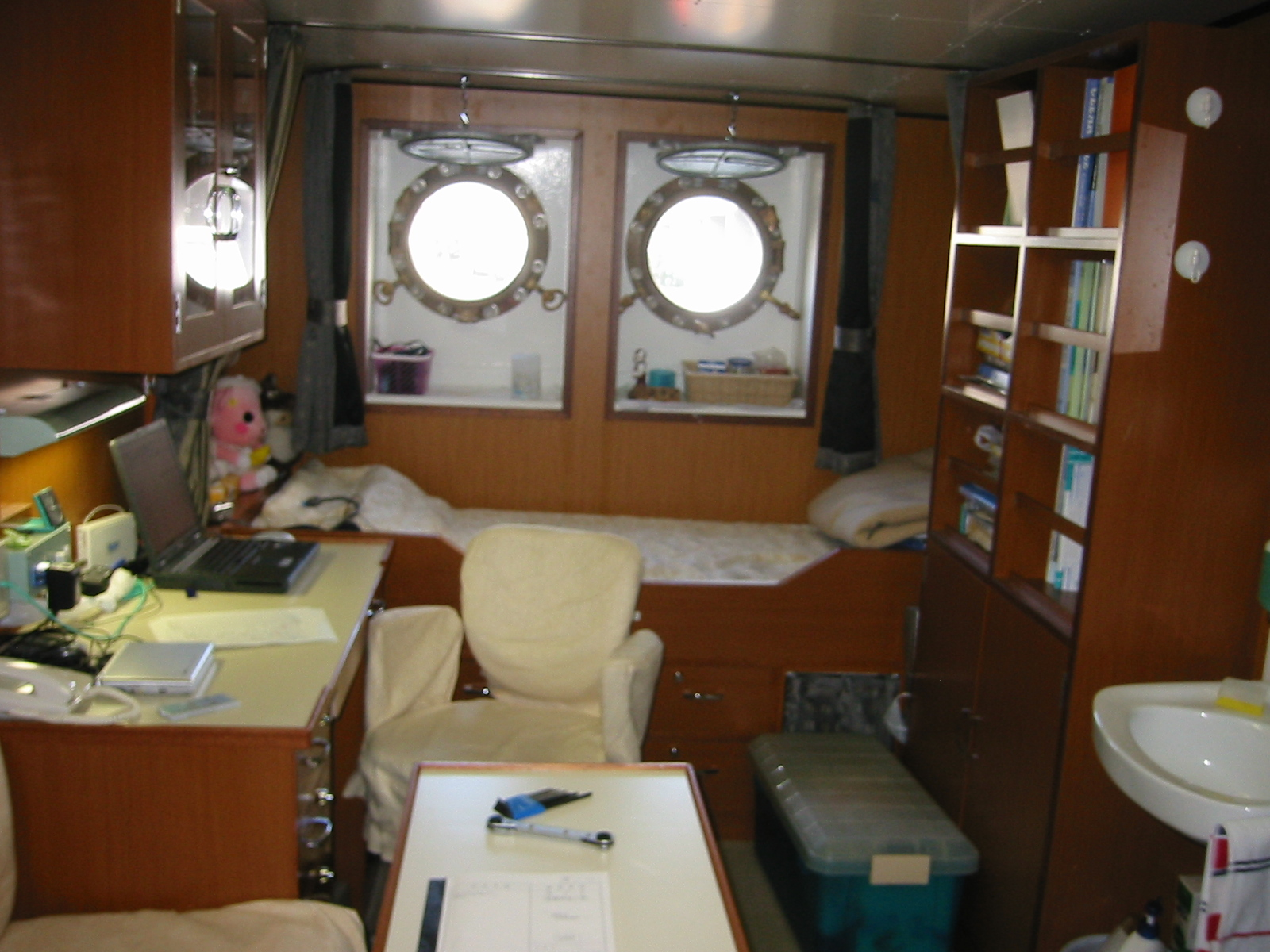
Vista desde el interior
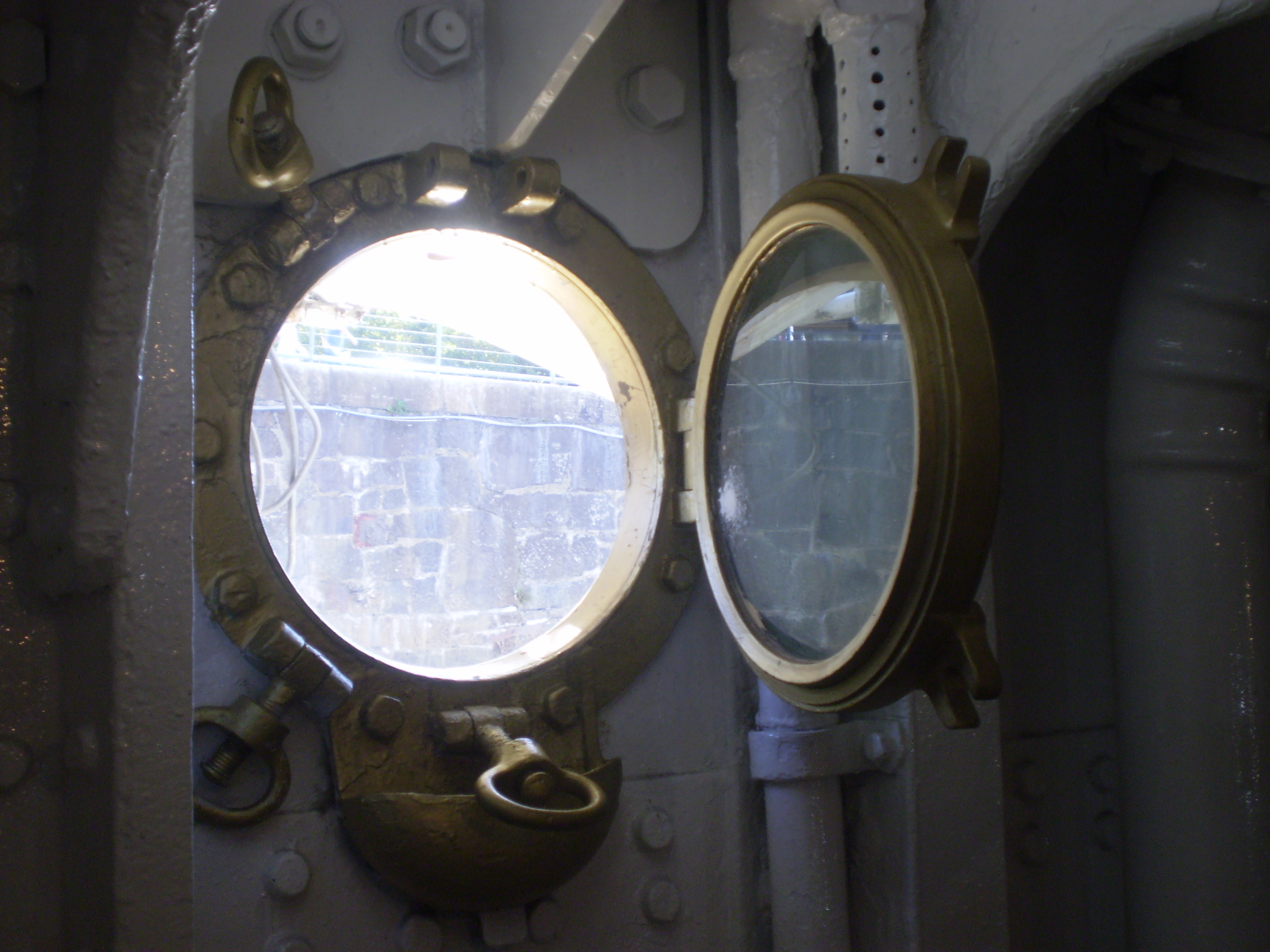
Ojo de buey. Detalles

- Wikimedia Commons alberga una categoría multimedia sobre Ojo de buey.

- Datos: Q513621
- Multimedia: Portholes / Q513621